# ویلی هس
ویلی هِس (آلمانی: Willy Hess؛ ۱ ژانویه ۱۸۵۹ – ۱ ژانویه ۱۹۳۹) یک ویولن‌نواز، معلم ویولن و کنسرت مایستر اهل آلمان بود.
وی در ۱۸۵۹ میلادی در مانهایم به دنیا آمد. هس هنرجوی موسیقی نزد نوازندهٔ برجستهٔ ویولن، یوزف یواخیم بود.
از هنرآموزان قابل‌توجه وی می‌توان از نیکوش شکالکوتاس و آدولف بوش نام برد.